# Кавалски санджак
Кавалският санджак (на турски: Sancak-i/Liva-i Kavala; на гръцки: λιβάς/σαντζάκι Καβάλας) е санджак в Османската империя, обхващащ околностите на град Кавала.

## История
Кавала вероятно попада в османски ръце около 1383 година, скоро след падането на Сяр. В XV в. районът на Кавала е известен със зърненото и копринено производство, но най-вече със сребърните си мини.
Санджакът е засвидетелстван от Йоханес Леунклавиус през 1588 година и втори път от Евлия Челеби в седми том на „Пътешествия“ като провинция на Островния еялет, но в том пети на същото произведение като главен град на Галиполския санджак. По време на посещението на Евлия Челеби Кавала се състои от 12 зиамата и 235 тимара и е разделен на 7 каази.
През XVIII в. и първата половина на XIX в. Драма е санджак от Румелийския еялет, а приходите от него са заделяни за пашата на Солун, който управлява санджака чрез фискален агент (мютеселим). С административните реформи от 1864 година санджакът е разтурен и инкорпориран в Драмския санджак, част от Солунския вилает. Драма остава каазалийски център в новата провинция.